# Rumänsk lilja
Rumänsk lilja (Lilium jankae) är en art i familjen liljeväxter. Den förekommer i nordvästra Italien till Bulgarien och Rumänien. Arten odlas ibland som trädgårdsväxt i Sverige.

## Synonymer
- Lilium albanicum subsp. jankae (A.Kern.) Nyman
- Lilium bulbiferum subsp. jankae (A.Kern.) Nyman
- Lilium carniolicum subsp. jankae (A.Kern.) Asch. & Graebn
- Lilium pyrenaicum var. jankae (A.Kern.) V.A.Matthews